# Cyphon coarctatus
Cyphon coarctatus ist ein Käfer aus der Familie Scirtidae (früher Helodidae).
Die Gattung Cyphon ist in Europa mit 33 Arten vertreten. In Mitteleuropa werden 13 Arten unterschieden. Die Encyclopedia of Life nennt über 230 Arten. Weltweit werden in den Sammlungen jedoch über 500 Arten vermutet, die zum Großteil noch nicht oder falsch bestimmt sind. Die Gattung ist höchstwahrscheinlich nicht monophyletisch. Eine spätere Aufspaltung ist wahrscheinlich, schon jetzt wird zwischen Cyphon im engeren Sinn und Cyphon im weiteren Sinn unterschieden. Cyphon coarctatus ist der Typus der Gattung Cyphon.
Die Unterschiede der äußeren Merkmale zwischen den Arten sind wenig prägnant, sodass für die sichere Bestimmung eine Genitaluntersuchung vorgenommen werden muss. Bei den Männchen werden dazu die Dorsal- und Ventralplatte des Aedeagus betrachtet und zusätzlich die Form des neunten Sternits herangezogen. Beim Weibchen untersucht man den Prehensor, ein Organ zur Ergreifung der Spermatophore.

## Bemerkungen zum Namen
Die Gattung Cyphon wurde von Paykull 1799 im 2. Band seiner Fauna Svecica (Fauna von Schweden) aufgestellt und zwischen die Gattungen Atopa (heute Dascillus) und Cistela Fabricius (heute aufgelöst) eingeordnet. An gleicher Stelle wurde die Art Cyphon coarctatus beschrieben.
Die nur aus zehn Wörtern bestehende lateinische Kurzbeschreibung der Art enthält den Satzteil Thorace antice coarctato (mit verschmälertem Vorderrand der Brust). Daraus erklärt sich der Artname coarctatus (lat. coarctātus, eingeengt). Für den Namen der Gattung Cyphon gab Paykull keine Erklärung, nach Schenkling ist er von altgr. κύφων kyphon, Joch, Krummholz, abgeleitet und bezieht sich ebenfalls auf die Form des Halsschilds (Abb. 4).
| | |
| Abb. 1 verschiedene Ansichten | |
| | |
| Abb. 2: Umriss Halsschild | Abb. 3: Punktierung Kopf |
| | |
| Abb. 4: Tarsus Hinterbein | |
| | Abb. 6: Prehensor des Weib- chens, links Tasche ohne Mit- telteil (ähnlich Verschluss ei- ner Sicherheitsnadel) rechts Mittelteil (Platte) her- auspräpariert; (Mikroskop- aufnahme, Durchlicht, beide Teile gleicher Maßstab) |
| Abb. 5: Aedeagus, räumliche Abbil- dung (1912) c: Haken (lat. camur) ej: Samengang (ejactulatory duct), mo: Öffnungsspalt (median orifice) | |

## Beschreibung des Käfers
Der Käfer erreicht eine Länge von 3,5 bis vier Millimeter. Die Färbung variiert von einheitlich rötlichbraun bis schwarz, oder die Flügeldecken sind dunkler oder gelegentlich heller als Kopf und Halsschild. Der Körper ist oval bis länglich. Die Oberseite ist ungeordnet und etwa gleich dicht punktiert. Die Punktierung ist auf den Flügeldecken am gröbsten, auf dem Kopf fast ebenso grob und auf dem Halsschild etwas feiner.
Der Kopf (Abb. 3) wird nach unten gesenkt getragen. Der Kopfschild ist linienförmig von der Stirn abgesetzt. Die Augen sind groß und seitenständig. Die elfgliedrigen Fühler sind vor den Augen eingelenkt, die Einlenkungsgruben sind stärker einander genähert als die Augen. Die Fühler sind fadenförmig, die ersten drei Glieder gelb, die folgenden dunkler und zunehmend behaart. Das erste Fühlerglied ist beim Weibchen deutlich dicker als die folgenden. Das dritte Fühlerglied ist in beiden Geschlechtern deutlich kürzer und besonders beim Männchen schmaler als das zweite und als das vierte. Ab dem vierten Glied sind die Fühlerglieder ziemlich gleichförmig ausgebildet. Der Kopf ist deutlich gekörnt. Die Oberlippe ist groß und breiter als lang. Die Oberkiefer sind unsymmetrisch, der rechte sichelförmig, der linke trägt einen Mittelzahn. Die Kiefertaster sind viergliedrig mit kleinem Basisglied, die restlichen Glieder sind etwa gleich lang und das Endglied lang eiförmig und schief zugespitzt. Die kleinen dreigliedrigen Lippentaster zeigen einen ungewöhnlichen Bau. Das zweite Glied ist schalenförmig nach innen geöffnet und an der Spitze deutlich beborstet. Das Endglied ist vor der Spitze des zweiten Gliedes schräg zur Längsachse desselben eingelenkt.
Der Halsschild (Abb. 2) ist vorn etwa dreimal so breit wie lang, an der Basis beträgt die Länge etwa ein Viertel der Breite. Die stumpfen Vorderwinkel des Halsschildes stehen nur wenig vor, dazwischen ist der Vorderrand zurückgesetzt, in der Mitte nach vorn ausgebuchtet. Die Halsschildbasis ist neben den deutlichen Hinterwinkeln etwas nach innen gekrümmt. Er ist fein, aber besonders zu den Seiten hin deutlich punktiert.
Die Flügeldecken sind beim Männchen weitläufiger und grober punktiert als der Halsschild. Beim Weibchen sind sie hinter dem Schildchen leicht eingedrückt und in diesem Bereich ist die Punktierung dichter als sonst. Außerdem ist die Behaarung dort feiner und schräg nach innen laufend. Drei bis vier Längsrippen sind mehr oder weniger deutlich ausgeprägt.
Vorderbrust und Mittelbrust sind jeweils nach hinten verlängert (Prosternalfortsatz und Mesosternalfortsatz). Die Mittelbrust hat an der Vorderseite in der Mitte eine Vertiefung zur Aufnahme des Prosternalfortsatzes.
Die Beine sind typische Laufbeine, die eine schnelle Fortbewegung ermöglichen. Schenkel und Schienen sind unbewehrt. Alle Tarsen sind fünfgliedrig. Das vierte Glied ist zweilappig. Das Krallenglied der Hintertarsen ist deutlich kürzer als die ersten vier Tarsenglieder gemeinsam (Abb. 4).
Eine Zeichnung des männlichen Geschlechtsorgans der Art wurde bereits 1912 anlässlich eines Vortrags veröffentlicht, bei dem die Anatomie des männlichen Geschlechtstrakts bei verschiedenen Käfern verglichen wurde. Dabei wird ein Teil des Geschlechtstrakts räumlich abgebildet (Abb. 5) gezeigt. Heute ist es dagegen üblich, vom Aedeagus die ventrale Platte (Ventralplatte) und das dorsale dachförmige Chitinstück, das die Öffnung des Geschlechtstraktes begrenzt, in Aufsicht abzubilden. Die Ventralplatte läuft nach hinten in zwei große, krallenartige, nach unten geöffnete Haken aus. Die dorsale Chitinspange, durch deren Spalt (in Abb. 5 mit mo beschriftet) die Spermatophore austritt, ist etwa dreieckig mit zwei breiten beborsteten Schenkeln und einer dem Schulterblatt ähnlichen Platte an der Spitze. Für die Identifizierung der Männchen verwendet man neben Dorsal- und Ventralplatte auch das neunte Sternit und gelegentlich das 8. und 9. Tergit. Das Weibchen besitzt ein Organ zur Erfassung der Spermatophore, den Prehensor. Seine sklerotisierten Teile bilden eine Tasche, die stark dem Verschluss einer Sicherheitsnadel ähnelt (Abb. 6 links). In dieser Tasche befindet sich eine durch Dörnchen aufgeraute Platte (Abb. 6 rechts).

## Biologie
Die Larven entwickeln sich im Wasser. Die adulten Tiere findet man an den Rändern von stehenden Gewässern, in feuchten Wäldern und an feuchten Waldrändern, auf sumpfigen Wiesen oder in Flussauen. Gemieden werden stark saure Moorgewässer. In den Niederlanden wurden Imagines von März bis Oktober beobachtet, eiertragende Weibchen im Juni, sehr selten schon im Mai.

## Verbreitung
Die Art ist von Spanien und Italien bis nach Norwegen, Schweden und Finnland verbreitet, fehlt aber in Portugal und Griechenland. Im Westen erreicht sie Frankreich, England und Irland, nach Südosten ist das Vorkommen beschränkt, so sind beispielsweise keine Funde aus Slowenien, Ungarn, und Bulgarien bekannt. Sie kommt aber in Rumänien, dem europäischen Russland, nördlich bis Karelien, und in der Kaukasusregion vor.